# Les Trois Ours (Looney Tunes)
Pour les articles homonymes, voir Les Trois Ours.
Les Trois Ours (The Three Bears), Junyer, Henry et Ma Bear, sont trois personnages créés par Chuck Jones qui apparaissent pour la première fois dans Bugs Bunny and the Three Bears en 1944.

## Junyer Bear
Junyer est un ours grand de sept ans et demi qui possède une mentalité de nouveau-né. Bien qu'il soit sympathique et volontaire, il est néanmoins très bête. Junyer aime son père Henry, mais ce dernier ne fait que le brimer, l'assommer, etc. Il est aimé par sa mère. Junyer est doublé par Stan Freberg.

## Henry Bear
Henry bear est le plus petit des trois ours et le plus colérique. Il se définit comme un ours normal ayant des tonnes de soucis. Henry maltraite Junyer car ce dernier essaye de l'aider mais n'arrive qu'à le blesser. Il ignore également les conseils de Ma : La maman ours finit par dire : « Henry, j'ai essayé de te le dire » lorsque le papa ours malchanceux se rend compte que tous ses efforts n'ont servi à rien.
Lors du premier cartoon, Henry porte un tee shirt jaune et possède une touffe de cheveux noir mais généralement, il porte un tee-shirt vert et possède une touffe de cheveux bruns.

## Ma Bear
Ma bear est de taille moyenne et à l'air d'être constamment endormie et stoïque. Elle se révèle être une excellente danseuse dans A Bear for Punishment, tout en restant stoïque dans Bugs Bunny and the Three Bears. Ma se révèle être dotée d'un romantisme torride.

## Cartoon où ces personnages apparaissent
- Bugs Bunny and the Three Bears avec Bugs Bunny (Après ce cartoon, les 3 ours ne réapparaitront que eux seuls.)
- The Bee-Deviled Bruin,
- A Bear for Punishment,
- Bear Feat,
- What's Brewin', Bruin?
- Les Looney Tunes passent à l'action